# 里氏羅碧魚
里氏羅碧魚（学名：Paralaubuca riveroi）是輻鰭魚綱鯉形目鯝科的其中一個種，分布於亞洲馬來半島、湄公河及湄南河流域，體長可達18公分，棲息在中底層水域，屬肉食性，以浮游動物及昆蟲為食，可做為食用魚。